# الجانب القريب من القمر

البحار القمرية على سطح القمر.

الجانب القريب من القمر وهو نصف الكرة القمري الذي يواجه الكرة الأرضية بشكل كامل، في حين أن الجانب الآخر يدعى الجانب البعيد من القمر. ودائماً يكون وجه واحد تقريباً من القمر مرئي من الكرة الأرضية لأن القمر يدور حول محوره بنفس نسبة دورانه حول الأرض وتعرف هذه الحالة بالحركة التزامنية. يضاء القمر بشكل مباشر من الشمس، وتغير مظهره الدوري يعرف بدور القمر والذي يتسبب بتغير المظهر المرئي للقمر من هلال إلى بدر...، على أي حال نستطيع رؤية 59% للقمر من الأرض بسبب ميسان القمر.

## المعالم
يظهر على الجانب القريب للقمر بقع معتمة نسبياً، كان يُظن في السابق أن هذه البقع هي بحار ومحيطات على سطح القمر وأطلق عليها اسم البحار القمرية. وعلى الرغم من أنة قد أثبت لاحقاً أن القمر لايحوي بحار وما هذه البقع سوى أحواض تصادمية فقد بقيت هذه التسمية هي المتبعة ومن هذه البحار بحر الأمطار والصفاء والشدائد وسميث والبحر الشرقي. في حين تعرف المناطق ذات السطوع الأكبر بالأراضي المرتفعة.

## الاتجاه
غالباً ما تُعرض صورة القمر بشكل موجه حيث القطب الشمالي يكون في الأعلى والقطب الجنوبي في الأسفل. أما الفلكيون فيقومون بقلب الصورة فيجعلون القطب الجنوبي للأعلى للتوافق مع الرؤوية لمعظمالتلسكوبات والتي تظهر الصورة معكوسة أيضاً. كما أن اتجاه الشرق والغرب فهو كما تتوقعه عندما تقف على سطح القمر، أما حين تحديده من الأرض فهو في الاتجاه العكسي.
تعتمد رؤوية القمر من الأرض وارتفاعه عن خط الأفق على خط العرض الذي يتم مراقبة القمر منه
- فعندما تكون في القطب الشمالي، فإنه يظهر أعلى بقليل من خط الأفق وقطبه الشمالي إلى الأعلى
- في منتصف خطوط العرض الشمالية يظهر القمر من الشرق وأول ما يظهر طرفه الشمالي الشرقي ويغرب من الغرب وآخر جزء يختفي طرفه الشمالي الغربي
- أما عند خط الاستواء يظهر القمر من الشرق بحيث يكون المحور الشمالي - الجنوبي يظهر بشكل أفقي ويكون بحر الخصوبة في الأعلى. ويأفل بعد 12.5 وكذلك يكون أفقي وآخر جزء يختفي هو محيط العواصف
- في منتصف الكرة الجنوبي يظهر القمر من الشرق بأول جزء منه يكون الجنوب الشرقي عند بحر الأوهام وآخر جزء يأفل هو بحر الرطوبة من النصف الجنوبي الغربي للقمر
- في القطب الجنوبي ، يظهر بنفس مظهره في القطب الشمالي لكن يكون القطب الجنوبي للأعلى.